# Alchan-Kala
Alchan-Kala (Russisch: Алхан-Кала) is een plaats (selo) in de Russische autonome republiek Tsjetsjenië iets ten zuidwesten van de hoofdstad Grozny in het district Groznenski. De plaats had 10.146 inwoners volgens de volkstelling van 2002, maar waarnemers schatten het aantal inwoners eerder op 20.000. De plaats werd veroverd door Russische troepen in 1999.
De Tsjetsjeense verzetsstrijder Arbi Barajev was afkomstig uit deze plaats evenals de chirurg Chassan Baiev. Bij een klopjacht door FSB-troepen op Barajev in 2001 werd een deel van de plaats verwoest en werd Barajev gedood. Honderden mensen werden toen gevangengenomen en een aantal van hen werden geëxecuteerd.
Tussen 11 en 15 april 2002 en tussen 25 en 30 april 2002 werd een "schoonmaakactie" (zatsjistka) uitgevoerd door Russische veiligheidstroepen, waarbij een aantal onschuldige burgers werden geëxecuteerd, dan wel doodgemarteld. Hun huizen werden gedeeltelijk leeggeroofd en opgeblazen.
Alchan-Kala neemt een belangrijke plaats in in het boek De eed van de chirurg Chassan Baiev. Dit boek geeft een beeld van deze plaats tijdens de oorlogen in Tsjetsjenië.